# Споменик убијеним Јеврејима Европе
Споменик убијеним Јеврејима Европе (познат и као Споменик Холокаусту) је меморијал у Берлину посвећен јеврејским жртвама Холокауста који је починила нацистичка Немачка. Пројектовао га је архитекта Петер Ајзенман у сарадњи са фирмом Буро Хаполд. Меморијал се налази на површини од 1,9 хектара (4,7 ари), коју покрива 2.711 бетонских плоча или „стела“, распоређених у виду решетке на благо нагнутом терену. Првобитни план је предвиђао скоро 4.000 плоча, али је након поновних прорачуна утврђено да се у законски предвиђене оквире може сместити 2.711 плоча. Стеле су дуге 2,38 м, широке 0,95 м и висине у распону од 0,2 до 4,7 метара. Распоређене су у редове, 54 у смеру север–југ и 87 у смеру исток–запад, под правим углом, али са благим померањем.
Испод земље се налази просторија под називом Место сећања, у којој се налазе имена око 3 милиона јеврејских жртава Холокауста, добијена од израелског музеја Јад Вашем.
Изградња је започела 1. априла 2003, а завршена је 15. децембра 2004. Споменик је свечано отворен 10. маја 2005, тачно 60 година након завршетка Другог светског рата у Европи, а за јавност је отворен два дана касније. Налази се један блок јужно од Бранденбуршке капије, у кварту Мите. Трошкови изградње износили су приближно 25 милиона евра.

## Локација
Споменик се налази на адреси Кора-Берлинер-Штрасе 1, 10117 у Берлину, граду који је пре Другог светског рата имао једну од највећих јеврејских популација у Европи. Источно од њега налази се парк Тиргартен, а смештен је у самом центру историјског берлинског округа Фридрихштат, у близини зграде Рајхстага и Бранденбуршке капије. Споменик се налази на некадашњој траси Берлинског зида, на месту где се некада простирала „зона смрти“ која је делила град. У време Трећег рајха, део овог подручја био је локација градске виле Јозефа Гебелса, док су у близини били Рајхова канцеларија и Фиреров бункер, јужно од споменика. У близини споменика налазе се и бројне стране амбасаде у Берлину.
Споменик се састоји од 2.711 правоугаоних бетонских блокова, распоређених у правоугаоној мрежи која покрива површину од 1,9 хектара. То ствара дуге, уске пролазе између њих, дуж којих се тло таласасто спушта и уздиже.

## Историја

### Почеци
Расправа о постојању и изгледу оваквог споменика датира још из касних 1980-их, када је мала група грађана Западне Немачке, предвођена телевизијском новинарком Леом Рош и историчарем Еберхардом Јекелом, први пут покренула иницијативу да Западна Немачка ода почаст шест милиона Јевреја убијених у Холокаусту. Леа Рош је убрзо постала покретачка снага иза изградње споменика. Године 1989. основала је удружење које је подржавало изградњу и прикупљало донације. Са растућом подршком, Бундестаг (савезни парламент Немачке) усвојио је резолуцију у корист пројекта. Дана 25. јуна 1999. године, Бундестаг је донео одлуку о изградњи споменика по пројекту Питера Ајзенмана. Након тога основана је савезна фондација под називом Фондација за споменик убијеним Јеврејима Европе, која је задужена за управљање спомеником.

### Први конкурс
У априлу 1994. године расписан је конкурс за дизајн споменика у најзначајнијим немачким новинама. Дванаест уметника било је посебно позвано да поднесе предлоге и добило је по 50.000 немачких марака у ту сврху. Победничко решење требало је да изабере жири састављен од представника из области уметности, архитектуре, урбанизма, историје, политике и управе, међу којима је био и Франк Ширмахер, коуредник Frankfurter Allgemeine Zeitung-а. Рок за подношење предлога био је 28. октобар. Дана 11. маја у Берлину је одржан информативни колоквијум на коме су заинтересовани могли да добију више информација о карактеру споменика. На догађају су говорили Игнац Бубис, председник Централног савета Јевреја у Немачкој, и Волфганг Нагел, сенатор за грађевинарство у Берлину.
До истека рока, конкурсну документацију тражило је више од 2.600 људи, а поднета су укупно 528 предлога. Жири се састао 15. јануара 1995. да би изабрао најбоље решење. Прво је Валтер Јенс, председник Академије уметности, изабран за председника жирија. У наредним данима, после неколико рунди прегледања свих радова, елиминисани су сви осим 13 предлога. Како је већ било предвиђено, жири се поново састао 15. марта. Једанаест радова враћено је у разматрање, на захтев неколико чланова жирија који су у међувремену поново прегледали претходно одбачене радове.
Два предлога су потом препоручена фондацији како би се испитало да ли се могу реализовати у оквиру предвиђеног буџета. Једно решење понудила је група око архитекте Симона Унгерса из Хамбурга: замишљено је као квадрат од 85×85 метара, направљен од челичних греда постављених на бетонске блокове у угловима. Имена неколико логора смрти требало је да буду пробушена у гредама, тако да сунчева светлост пројектује те речи на предмете или људе у простору. Друго победничко решење била је идеја Кристине Јакоб-Маркс. Њен концепт је предвиђао бетонску плочу димензија 100×100 метара, дебљине седам метара. Плоча би била нагнута, са успоном до 11 метара и омогућеним кретањем по специјалним стазама. Имена јеврејских жртава Холокауста била би уклесана у бетон, са празнинама остављеним за жртве чија имена нису позната. Велики делови рушевина са Масаде, тврђаве на врху планине у Израелу, чији су јеврејски становници извршили самоубиство да би избегли заробљавање или смрт од стране римских војника, били би разбацани преко бетонске површине. Постојале су и друге идеје, попут споменика не само Јеврејима, већ свим жртвама нацизма.
Савезни канцелар Хелмут Кол, који је лично пратио пројекат, изразио је незадовољство препоруком жирија да се реализује рад тима Јакоб-Маркс. Услед тога, 1996. године покренут је нов, ограниченији конкурс, на који је позвано 25 архитеката и вајара да поднесу нове предлоге.

## Ајзенманов дизајн
Датум свечаног отварања је укинут, а 1997. године одржана је прва од три јавне расправе о споменику. Друго такмичење, у новембру 1997, донело је четири финалиста, међу којима је била и сарадња архитекте Петера Ајзенмана и уметника Ричарда Сере, чији је план касније изабран као победнички. Њихов првобитни дизајн предвиђао је огроман лавиринт од 4.000 камених стубова различитих висина, распоређених на површини од 17.000 квадратних метара. Међутим, Серa је убрзо напустио дизајнерски тим, наводећи личне и професионалне разлоге који „немају никакве везе са вредношћу пројекта“. Кол је и даље инсистирао на бројним изменама, али је Ајзенман убрзо показао да их може прихватити. Између осталог, првобитни пројекат Ајзенман–Сера убрзо је смањен на споменик са око 2.000 стубова.
До 1999. године, пошто су остали празни делови околине били испуњени новим зградама, празан простор од два хектара почео је да изгледа као рупа у самом центру града.
У помаку до којег је дошло уз посредовање В. Мајкла Блументала, а у преговорима између Ајзенмана и Михаела Наумана у јануару 1999, сачувана је суштина огромног поља камених стубова, на које је нова немачка влада под вођством Герхарда Шредера претходно имала примедбе. Број стубова је смањен са око 2.800 на негде између 1.800 и 2.100, а пројекат је допуњен зградом под називом „Кућа сећања“, која је требало да се састоји од атријума и три блока. Ова зграда( архив, информативни центар и изложбени простор) требало је да буде оивичена дебелим, 90 метара дугим „Зидом књига“, у којем би било смештено милион књига, између спољашњости од црног челика са шарама и унутрашњег стакленог зида. „Зид књига“, са делима која би научници могли да консултују, требало је да симболизује бригу Шредерове владе да споменик не буде само окренут прошлости и симболичан, већ и едукативан и користан. Постигнут је и договор да ће спомеником управљати Јеврејски музеј.
Дана 25. јуна 1999, велика већина Бундестага, 314 за, 209 против, 14 уздржаних, донела је одлуку у корист Ајзенмановог плана, који је на крају измењен тако што му је прикључен музеј, или „место информација“, које је осмислила дизајнерка изложби из Берлина Дагмар фон Вилкен. Преко пута северне границе споменика налази се нова амбасада Сједињених Америчких Држава у Берлину, отворена 4. јула 2008. Извесно време, питања у вези са повлачењем линије за изградњу амбасаде утицала су на реализацију споменика. Такође је крајем 1999. откривено да је један мали део парцеле и даље у власништву једне општинске стамбене компаније, па је статус тог земљишта морао бити решен пре било каквог напретка у изградњи.
У јулу 2001, провокативни слоган Холокауст се никада није догодио појавио се у новинским огласима и на билбордима који су тражили донације од 2 милиона долара за споменик. Испод слогана и слике мирног планинског језера и планине прекривене снегом, мањим словима је писало: „И данас има много људи који ово тврде. За 20 година могло би их бити још више.“